# BAIC Group
Beijing Automotive Group Co., Ltd. (BAIC, abans com a Beijing Automotive Industry Corporation) és una empresa estatal xinesa propietat fabricant d'automòbils Fundada l'any 1958. Ho és el sisè fabricant d'automòbils a la Xina, amb 1.723 milions de vendes el 2021.
La companyia produeix i ven vehicles amb la seva pròpia marca, com ara Arcfox, Beijing, Foton Motor, Ruili Doda, així com sota empreses conjuntes de marca estrangera com Beijing- Benz  i Beijing Hyundai. També produeix vehicles elèctrics amb algunes de les marques enumerades anteriorment, incloses les marques dedicades a vehicles elèctrics com Arcfox. Les seves principals filials inclouen el fabricant d'automòbils de passatgers BAIC Motor (44,98% de quota); i el fabricant d'automòbils de camions, furgonetes, autobusos i equips agrícoles, Foton Motor. Una gran part de les vendes Les vendes de BAIC són en vehicles agrícoles, comercials i militars.